# ケータイ国盗り合戦
『ケータイ国盗り合戦』（ケータイくにとりがっせん）は、2005年より提供されている携帯電話ウェブゲーム。
ジャンルはいわゆる位置情報ゲームに分類される。基本プレイ料金は無料であるが、精密な地図閲覧にはMapionへの有料会員登録を必要とする。アバターと城下町のアイテムは一部有料提供となる。
2008年7月、モバイルプロジェクト・アワード2008（モバイル・コンテンツ・フォーラム主催）を受賞。
2009年12月、Mobile Safari上で動くWeb版としてiOSに対応。以降、2010年12月にアプリ版としてAndroidにも対応し、2012年3月にはiOS対応もアプリ版となった。
2017年11月、フィーチャーフォン対応を終了。これまで、iモード（NTTドコモ）・EZweb（au）・Yahoo!ケータイ（ソフトバンクモバイル）・AIR-EDGE（ウィルコム）に対応していた。（ウィルコム対応は2009年12月〜2012年4月）
2020年8月17日をもって配信および運営をマイネットゲームスへ移管。

## 概要
携帯電話の位置測定機能を使用するが、GPSではなく各キャリアのアンテナが基準となるためGPS機能を搭載していない携帯電話でも参加可能（但し、プレイヤーの任意でGPSを使用した位置測定機能に切り替えることが可能）。
サービス開始時の2005年から2007年までは7月下旬から10月下旬までの期間限定で提供されていたが、2008年4月の正式リリースより期間は撤廃されている。
プレイヤーが「国盗り」コマンドで現在地を測定すると、その場所が属する地域が「統一」されたことになり、これを繰り返しながら日本国内の全地域を統一するのがゲームの最終目標である。
地域は2005年度から2007年度は300、2008年度は600に分かれている。2008年版の地域は旧国名を基に最小は1（安房国、飛騨国、隠岐国他）から最大は73（武蔵国）まで細分化されており、その国が属する地域を全て統一すると国司（「○○守」。但し、親王任国である常陸国・上野国・上総国は「守」ではなく「介」、蝦夷地は「○○二司馬」、琉球は「琉球王」）の称号が与えられる。また、統一した地域数によっても「奉行」や「大名」「中納言」のような称号が与えられる。これらの称号はプレイヤーの選択により随時、変更可能である。
オフラインモードも実装されており、携帯電話の電波が通じない山間部や飛行機内でも位置情報が特定できれば、制約があるものの訪問記録を残すことができる。
また、航空機内の機内WiFiを通じて国盗りをすることもできる。
ゲーム運営が長期化するにつれて、基本となる600国や6000空訪問以外にも、特定の場所のみで獲得できる絵巻やスタンプ（全国スタンプラリー）など訪問時のアクションが追加されてきたが、進軍マップに表示されないためどの場所でボーナスが発生するかがわかりにくく、取り逃がすことも多い。
この他、期間限定のイベントやアバター機能、城下町の実装を始めとするバージョンアップが実施されている。
2012年10月末から11月1日にかけて、Starmp（スタンプ）というシステムを導入したが、それに伴いシステムダウン等のトラブルが発生した。
2019年3月5日、『ケータイ国盗り合戦』運営（マピオン）は、未獲得特典（絵巻、武将カード、はずみ玉など）に保管期限を設定するルールを導入。ふぁんくらぶ会員・非会員ともに90日以内に受け取らないとアイテムが消失する内容で、データベース負荷軽減を目的とした。
ユーザーは反発してゲーム内掲示板「いどばた」が炎上し、「旅の思い出が消滅」「一方的なルール変更で利用権侵害」と批判が殺到した。3月17日、ユーザー有志がChange.orgで署名運動を開始（200人以上賛同）、非会員期限緩和や格差縮小を要望した。
運営は3月20日、修正を発表。ふぁんくらぶ会員は保管期限期限を90日から3年に延長、鷹牧場の保管枠を50個に拡大するとした。一方、非会員の90日制限は変更なしで、格差拡大の不満が残った。
600国及び6000空のいずれにもランキング機能があり、ユーザ同士で進捗や制覇状況を確認できる。
ユーザ登録者数は140万人以上である。
現地を訪問する位置情報ゲームの特性上、災害などが発生すると訪問そのものが不可能になり、全制覇ができなくなる可能性もある。特にエリアが細分化された6000空の場合、可能性が高くなる。

## 地域

### 600国
2005年度から2007年度は300、2008年度以降は600の地域に細分化されている。但し、2005年度から2007年度でも年度により地域の分け方に若干の相違がある。
600国は離島を除き、ほぼすべてのエリアに鉄道路線があるため、公共交通機関だけで制覇するのも難しくない。絵巻には「駅弁」があるなど、当初は特に鉄道を中心とした公共交通機関での移動や訪問をターゲットにしていたとみられる。
ただし、サービス開始後に路線の廃止等が行われて鉄道路線が存在しなくなったエリアも発生している。
また、それでも離島が複数設定されているため、全制覇にはそれなりの費用と時間を要する。
2015年時点で600国の全国制覇を達成したユーザーは1,000人以上存在したとされる。

#### 2005 - 2007年度
NTTドコモが提供するiエリアの地域区分（全505エリア）を基にしており、地域名も大半がiエリアの名称に準拠している。各地域は以下の区分に属する（ゲーム中の名称につき、実際の地域区分とは異なる場合がある）。
地域数は左が2006年版・右が2007年版。
- 蝦夷 14→13地域
- 陸奥・出羽 20→21地域
- 下野・上野 11地域
- 常陸・房総 13地域
- 武蔵国 34地域
- 相模国 14→11地域
- 甲斐・信濃 12地域

- 北陸 21地域
- 駿河・尾張 36→38地域
- 畿内 43→44地域
- 山陰・山陽 32→31地域
- 四国 16地域
- 筑紫・薩摩 33→34地域
- 出島 1地域

#### 2008年度 - 現在
地域数はiエリアよりも細分化され600となった。地域区分も五畿七道の令制国をベースに見直され、同一の都道府県内であっても地域が属する国によって異なる区分となっている場合がある。
- 蝦夷地 10国[16]/27地域
- 奥羽 7国/72地域
- 関八州 8国/137地域
- 東海道 9国[17]/53地域
- 東山道 4国[18]/32地域
- 北陸道 7国/38地域

- 畿内 5国/50地域
- 山陰道 8国/19地域
- 山陽道 8国/44地域
- 南海道 6国/45地域
- 西海道 11国/75地域
- 琉球国 1国/8地域

### 6000空
2013年3月12日にサービス提供を開始した。
全国を6000の「空」のエリアに細分化しており、全エリアの達成は極めて困難である。北方領土を除く市区町村の総数（市、区、町、村）が1,741であるため、それよりも多い。ただし、6000空では一部エリアが複数の自治体でまとめられているケースがあるため、6000空を制覇するほうが難易度は高いが全市区町村制覇とはならない。
エリアの区分けは変更されていないが、名称については2018年10月30日に岐阜県の「日本昭和村」が「みのかも」に変更したことはある。
リリース当初は6000エリアすべて公共交通機関で行けるとされていた。しかし、その後の路線バスの廃止やオンデマンド交通の未整備などにより、公共交通機関のみでは到達困難なエリアも生じている。三江線のような長大路線が廃止されるなど、公共交通機関を使った制覇は年々厳しくなってきている。また、鉄道路線から離れた山間部や農村地域も数多くエリアに含まれている。
現実的には自家用車などを用いた移動が前提となる。とはいえ、沖縄県を除き、ほぼ全都道府県は冬期に凍結や積雪が発生する地域があり、車での活動でも支障をきたす時期がある。また、自動車を使用した場合でも、1都道府県あたり1〜2日で全空を制覇するのは現実的ではない。
海沿いの都道府県では、東京都や愛知県と言った都市部を抱える都道府県ですら、船のみで訪問可能で車で訪問できない離島が単独でエリアに設定されているケースも多く、達成の難易度が上がる。特に東京都は最も人口の多くて公共交通機関も充実しているが、離島（特に父島）が含まれるため制覇の難易度が高い。一般の観光客が訪問するには難易度の高い愛媛県今治市の津島もエリアに設定されている。さらに、離島内でも複数の空に指定されていることがある。
そのため、明確に制覇を意識しながらプレイしなければ、ゲームを始めてから10年以上経過しても、居住地や近隣の都道府県単位の制覇にも至らないケースは多い。また、途中で自然とプレイ頻度が減り、国盗り自体を行わなくなる例も少なくない。
なお、600国と異なり、6000空のマップをアプリ上で確認するには月額課金が必要となる。課金を行わなくても制覇自体は可能であるが、効率的な移動計画を立てるには課金によるマップ閲覧が事実上必須とされている。
6000空制覇すると、毎年行われる「夏の陣達成証書授与式」などで賞状授与と一緒に表彰される。
- 北海道地方 419空
- 東北地方 586空
- 関東地方 1225空
- 甲信越・北陸地方 614空
- 東海地方 696空
- 関西地方 799空
- 中国地方 499空
- 四国地方 300空
- 九州地方 772空
- 沖縄地方 90空

## イベント
夏の攻城戦
- 2008年7月15日から10月22日まで、日本国内の100城を攻略する「夏の攻城戦」が実施されていた。城の位置から半径5キロメートル以内で国盗りコマンドを実行すると3種類の攻撃方法を選択する画面が表示されるので、効果的と思われるコマンドを実行するとその城を落城させたことになる。但し、選択したコマンドにより結果が「大勝利」「勝利」「大苦戦」の3通りに分かれ、もらえる賞金（コバン）の額が変化する。
- 城の数は100であるが日本100名城とは別の基準で選ばれている。
- 100城制覇の賞品は純金100グラム（1名）。

一日天下コース
- 2008年9月9日から10月22日まで、三段階のレベルに応じて3〜5箇所のポイントを回る「一日天下コース」が実施されていた。レベル1・2は都市圏のポイント3箇所を回る内容で、毎週火曜日にコースが変更される。全18コースだが、いずれかのコースを最低1回クリアすれば次のレベルに進める。
- レベル3は10月22日までの開催期間中に「織田信長コース」「上杉謙信コース」「伊達政宗コース」のポイント各5箇所を回る内容で、各コースのポイントを全て攻略すると限定アバターや称号が手に入る。

紅葉狩
- 2008年10月28日から11月17日まで開催。関東・関西それぞれ5箇所の紅葉の名所を回る（限定アバター・称号はどちらのコースをクリアしても同じ）。

わがまま姫の晩餐会
- 2008年11月18日から12月中旬まで開催。おサイフケータイ対応機種限定。ぐるなびと提携し、ぐるなびタッチ設置店を訪れた回数により、姫に料理を献上した皿数を競う。

天狗様の武者修行
- 2008年12月18日から2009年1月31日まで開催。JR東日本管内の神社・仏閣15箇所を回る。取得ルールは夏の攻城戦に準じており、天狗が出題する3択クイズに解答する。

不思議な花探し
- 2009年4月9日から5月28日まで開催。「花探しコース」は一日天下コースのレベル1・2と同様に都市圏のポイント3箇所を回り、1回以上クリアすると限定アバターと「もっと花探しコース」の参加資格が得られる。「もっと花探しコース」は、東は宮城県から西は長崎県までの花の名所10箇所のうち1箇所以上を回ればクリア（複数箇所を回った場合、コバンは手に入るが1箇所のみクリアした場合と限定アバターや称号に差異は無い）。

天地人 直江兼続紀行
- JR東日本とのタイアップ。第1部「義の章」は2009年6月2日から6月30日まで開催。新潟県全域に点在する直江兼続ゆかりの場所を期間内に回る。福島県の会津地方と山形県の米沢市周辺を舞台とする第2部「愛の章」は同年10月に開催。

決戦! 関ヶ原
- 2009年7月18日から9月28日まで開催。前年に開催された攻城戦と同様に日本各地の100城を攻略するのが目的であるが、期間終了後にプレイヤーが東軍と西軍に分かれ攻略した城の数に応じて勝敗を決する関ヶ原の戦いが行われ、西軍が勝利した。

龍馬の足跡をゆく
- JR西日本とのタイアップ。「旅立ち編」は2010年1月16日から3月31日まで開催。「龍馬、誕生コース（高知）」、「龍馬、夢と希望コース」（長崎）、「龍馬、終焉コース」（京都）、「龍馬の夢、お龍の愛コース」（下関）、「龍馬、夢とロマンの足跡コース」（鞆の浦）、「龍馬、航海術と青春コース」（神戸）の６コースがある。「疾走編」は2010年4月1日から6月30日にかけて開催される予定。

サッカースタジアム☆国盗り
- Jリーグとのタイアップ。開催日時は2010年8月21日、8月22日、8月28日、8月29日の12時から21時。J1およびJ2の試合が行われる各スタジアムで限定アバターや称号を獲得できるキャンペーンを実施。

源平見参!! 冬の陣
- JRグループとのタイアップ。開催日時は2011年12月19日(月)15時から2012年3月31日(土)15時。

ケータイ国盗り合戦2012夏の陣　四神獣とふしぎの巫女
- JR東日本 仙台支社提供。開催日時は2012年7月12日(木)15時から10月1日(月)15時。

## アバター
2008年8月5日のバージョンアップにより実装。以後、プレイヤーは初期状態ではふんどし一丁の姿となるが「アバター屋」で鎧や兜、背景をクイズや攻城戦で入手したコバンにより購入可能となった。しかし、実装直後にサーバダウンが発生したことから時間と統一地域数に応じて利用条件を設けた限定運営となっていたが、2008年9月11日より通常運営が再開された。
また、2009年6月より複数のアイテムを合成して新アイテムを作り出す鍛冶屋が実装されている。

## 城下町
2010年6月15日のバージョンアップにより実装。プレイヤーにはまず一個の小さな城が与えられ、コバンで建物などのアイテムを購入して町を作っていく。「国盗り」コマンドを実行する度に民の数が増え、町の成長と共に城も成長する。「国盗り」を実行した場所によっては史跡・名所・合戦などのご当地アイテムを購入することができる。

## はずみだま
2018年よりスタートしたピンボール（はずみだま）ゲーム。シーズンごとに約3ヶ月弱の期間中開催される。
はずみだまは、時間経過によって回復するポイント「BP」を消費することによって、1分間プレイできる。はずみだま内には敵（ザコ/ボス）が出現し、敵に武将玉（ボール）を当てることによって攻撃できる。1分間に獲得したスコアに応じて武将玉に経験値が貯まり、攻撃力や得点力がアップする。
はずみだまに使用する武将玉は、シーズンごとに指定されたスポット（将玉泉）で「国盗り」を実行することで獲得できる他、国盗りをした他のプレイヤーに数回あいのりをして、「将玉化のちから」を溜めることでも獲得できる。